# أوري لوبراني
أورييل لوبراني (بالعبرية: אורי לוברני‏) (7 أكتوبر 1926 - 5 مارس 2018) كان دبلوماسيًا ومسؤولًا عسكريًا إسرائيليًا. وفي عام 1964، انضم إلى السلك الدبلوماسي بوزارة الخارجية، وعُين سفيراً لدى أوغندا وسفيراً غير مقيم لدى بوروندي ورواندا حتى عام 1967. ومن عام 1967 إلى عام 1971 كان سفيراً لدى إثيوبيا.
ومن عام 1973 إلى عام 1978 كان رئيساً للبعثة الدبلوماسية الإسرائيلية في إيران برتبة سفير.

## حياته
ولد أوري لوبراني في حيفا.  وكان الابن الوحيد لهارون وروز لوبراني.  والتحق بمدرسة ريئالي العبرية. 
وفي عام 1944، انضم إلى الهاغاناه،  وخدم في البلماح.  وساعد في عمليات "عاليا بيت" لتهريب المهاجرين اليهود غير الشرعيين إلى فلسطين، وفي عام 1946، تم إرساله إلى جنوب فرنسا لقيادة معسكر تدريب الهاغاناه للمتطوعين من البلدان الناطقة باللغة الإنجليزية المستعدين للقتال من أجل القضية اليهودية. 
وعاد مع إحدى هذه المجموعات للقتال في الحرب العربية الإسرائيلية عام 1948،  حيث خدم كضابط مخابرات في اللواء المدرع السابع ولواء يفتاح التابع لقوات الدفاع الإسرائيلية.  توفي لوبراني في 5 مارس 2018 لأسباب طبيعية في تل أبيب عن عمر يناهز 91 عامًا  

## عمله الدبلوماسي
بعد انتهاء الحرب، انضم لوبراني إلى قسم الشرق الأوسط في وزارة الخارجية الإسرائيلية، وفي عام 1950 أصبح سكرتيرًا ورئيس مكتب وزير الخارجية موشيه شاريت.  وبين عامي 1953 و1956 درس في جامعة لندن وحصل على البكالوريوس.  وبعد عودته إلى إسرائيل عام 1956، تم تعيينه نائباً لمستشار الشؤون العربية لرئيس الوزراء ديفيد بن غوريون.  وفي هذا المنصب، كانت مسئوليته تنمية القرى العربية وتجنيد الدروز في الخدمة العسكرية.  ثم شغل منصب مدير مكتب والسكرتير السياسي لرئيس الوزراء ليفي أشكول. 
وفي عام 1964 انضم إلى السلك الدبلوماسي بوزارة الخارجية، وعُين سفيرًا لدى أوغندا وسفيرًا غير مقيم لدى بوروندي ورواندا حتى عام 1967.   ومن عام 1967 إلى عام 1971 كان سفيراً في إثيوبيا.  ثم شغل منصب مدير شركة كور للصناعات المحدودة المملوكة للدولة.  ومن عام 1973 إلى عام 1978 كان رئيسًا للبعثة الدبلوماسية الإسرائيلية في إيران برتبة سفير. 
وفي الفترة من 1979 إلى 1983 عمل في القطاع الخاص.  وفي عام 1983 أثناء الاحتلال الإسرائيلي لجنوب لبنان بعد حرب لبنان عام 1982، كان لوبراني منسقًا لأنشطة القوات الإسرائيلية في لبنان. 
وفي سبتمبر 1990 عمل لوبراني منسقًا في إثيوبيا، حيث ساعد في عملية سولومون لإجلاء اليهود الإثيوبيين إلى إسرائيل.  وكان عضوا في الوفد الإسرائيلي في جنيف للتفاوض على تبادل الأسرى مع حزب الله.  وفي عام 1992 ترأس الوفد الإسرائيلي إلى لبنان في أعقاب مؤتمر مدريد 1991 في واشنطن العاصمة. 
واصل لوبراني العمل كمستشار لوزير الدفاع ومنسق للعمليات الحكومية الإسرائيلية في لبنان.  وبعد الانسحاب الإسرائيلي من جنوب لبنان، واصل العمل كمستشار لوزارة الدفاع، ثم لوزارة الشؤون الاستراتيجية. وظل مستشارًا حتى عام 2010.  وفي ديسمبر 2017، دعا لوبراني إلى "الإطاحة" بالنظام الإيراني لوقف برنامجه النووي. 
أصبحت ابنته أوسنات لوبراني منسقة الشؤون الإنسانية للأمم المتحدة في أوكرانيا في عام 2018. وقبل خدمتها هناك، كانت المنسقة المقيمة لمنطقة المحيط الهادئ. وقد شغلت مناصب عدة في مجال حل النزاعات لدى الأمم المتحدة في كوسوفو ومناصب في مجال حقوق الإنسان والتنمية في زائير.  